# 刘欢
刘欢（1963年8月26日—），天津人，中国男歌手、作曲家，对外经济贸易大学教授，嗓音独特宽厚著称。由于刘欢在中国大陆流行音乐方面的成就被誉为中国最知名的“音乐之父”级巨星，在大陸歌坛极具影响力。1987年，央视热播电视剧《雪城》和《便衣警察》，两部电视剧的主题歌《心中的太阳》和《少年壮志不言愁》，让刘欢的名字家喻户晓，在1987年的大陆地区演艺明星知名度抽样调查中就已高达87%。2008年受邀演唱北京奥运会主题曲《我和你》。2012年起，他曾擔任兩季《中国好声音》系列导师，以及三季《中国好歌曲》系列導師。2019年参加《歌手2019》，并成为该季歌王。

## 生平

### 早年
刘欢出生于天津的一个教师家庭。在天津体育馆小学读书时是校文艺队骨干，曾与同学戴志诚一起说相声，并擅长京剧《智取威虎山》选段，还会说山东快书，校文艺队当时有很多外出表演机会。初中毕业后以优异成绩考入耀华中学。
1981年毕业于天津市耀华中学，1985年毕业于北京国际关系学院法语文学专业，大学期间因参加法语歌曲创作大赛得奖，获法国政府奖励去巴黎旅游。毕业后在国际关系学院教书。1985、1986年随中央讲师团赴宁夏石嘴山支教一年，讲授音乐。

### 成名
刘欢在1985年夺得北京首届高校英语、法语歌曲比赛双料冠军，从此开始了他的音乐生涯。但使刘欢家喻户晓的是1988年初中央电视台热播的两部电视剧：一三五播《便衣警察》、二四六播《雪城》，两部电视剧的主题曲《少年壮志不言愁》和《心中的太阳》皆为刘欢所唱并且同时走红。
歌曲《心中的太阳》让刘欢与《便衣警察》结缘。当《心中的太阳》录制结束后，《便衣警察》的导演组听到刘欢的歌声后邀请刘欢演唱《便衣警察》的主题曲《少年壮志不言愁》。因此刘欢的成名曲应为《心中的太阳》。
1991年至今在对外经济贸易大学教授《西方音乐史》。

## 音乐会
2004年3月19日晚，41岁的刘欢在北京首都体育馆举行了名为“欢歌2004北京个人演唱会”，这是他出道19年来第一次举办个人演唱会。
2006年6月9日，刘欢在上海大舞台举办了他艺术生涯中第二场个人演唱会。
2007年7月3日，刘欢与廖昌永、莫华伦一同在北京人民大会堂举办了“震撼”歌曲音乐会，成功地将流行音乐与古典音乐融入同一场演出当中，并且在国内首次引入了“逍遥音乐会”的元素。
2013年1月1日，刘欢在北京万事达中心举办《倾听我们的年代——留欢2012》大型演唱会，中国好声音学员吉克隽逸、王乃恩、权振东、郑虹、姚贝娜等均有演唱。 

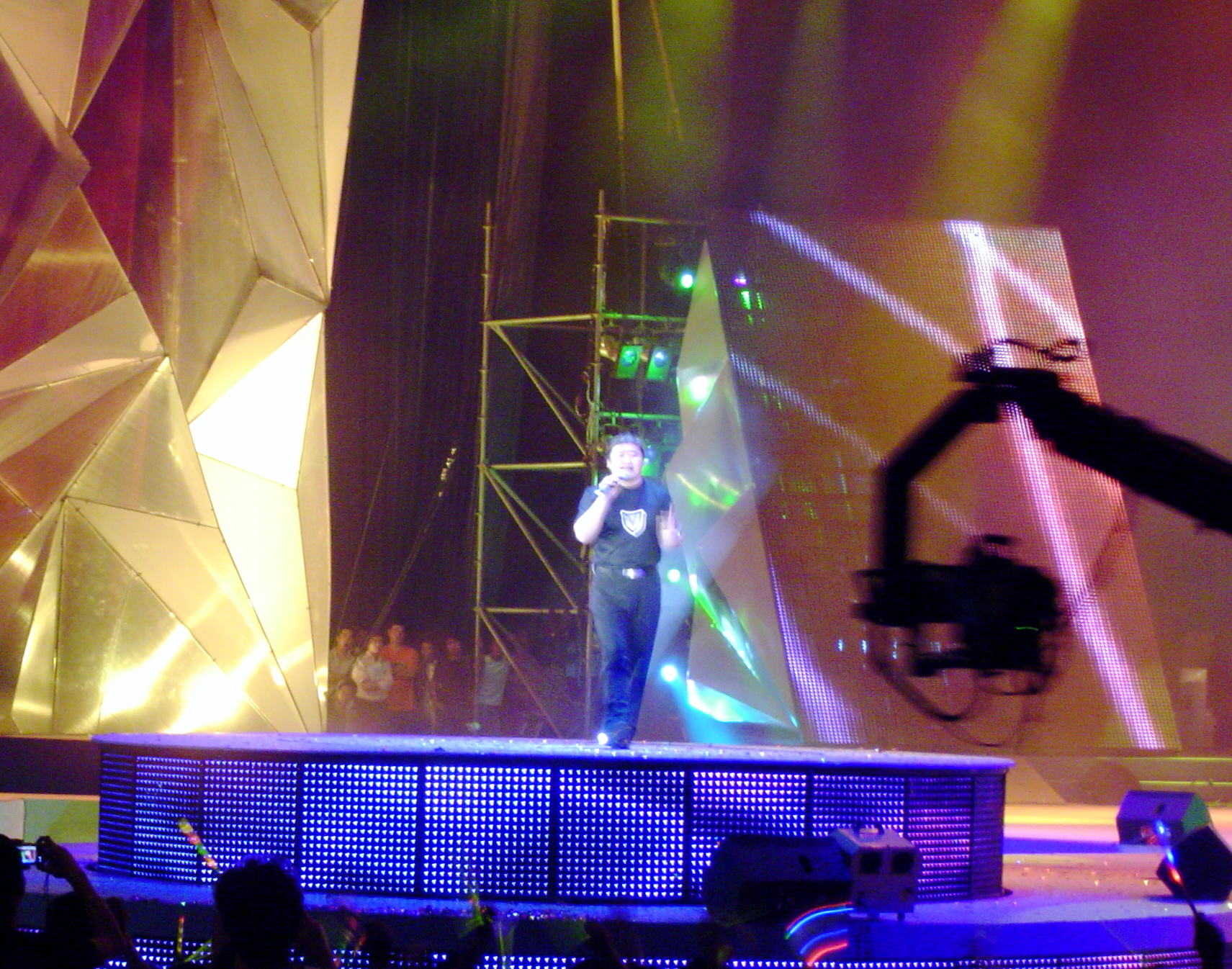
刘欢的一次演出

## 作品
原创作品非常多元，包括电视剧《后宫甄嬛传》原声音乐以及《北京人在纽约》、《东边日出西边雨》、《胡雪岩》、《闯关东》、《去者》、《情愿》等电视剧的原声音乐。電子方面代表作：《Far away》。愛情代表作：《璐璐》。
曾演唱很多電视剧主題曲，代表作《少年壮志不言愁》、《弯弯的月亮》、《千万次地问》、《得民心者得天下》、《好汉歌》、《鳳凰于飛》。另演唱过动画电影《宝莲灯》插曲《天地在我心》，
在1990年北京亚运会开幕式与韦唯合唱《亚洲雄风》，影响远超过了“内定”的会歌，被称为1990年北京亚运会“不是会歌的会歌”。
2005年，与香港歌手方力申合作，他作曲作词演唱国粤语歌。
2008年，刘欢参加迎奥运歌曲《北京欢迎你》的录制，与群星合作。
2008年8月8日刘欢和英国歌手莎拉·布莱曼共同演唱北京奥运会主题歌《我和你》。
2014年1月30日在马年除夕夜央视春晚与法国演员苏菲·玛索合唱《玫瑰人生》。
2019年在《歌手2019》首唱他的新原創作品《流浪地球》主題曲《帶著地球去流浪》。
2024年 《原神》×三星堆博物館聯動推廣曲《青銅》

## 个人生活
2009年，刘欢因患股骨头缺血性坏死，暂停授课；於2011年8月31日晚，病愈后的刘欢重返讲台。
2019年3月，劉歡接受了心臟支架手術。